# 藤原景家
藤原 景家（ふじわら の かげいえ）は、平安時代末期の伊勢国度会郡古市荘を本拠とする武将。父は藤原景綱。藤原忠清の兄。平清盛・宗盛に仕えた譜代の有力家人。『玉葉』（治承4年11月21日条）では平家の「後見」「有勢の武勇の者」と称されている。伊藤景家とも。

## 概略
清盛の三男でのちに棟梁となる宗盛の乳母父を勤める。平家の侍大将として各所の戦いに赴き、治承4年（1180年）5月の以仁王の挙兵では兄弟の忠清と共に反乱軍討伐に向かい、乱を鎮圧する。
寿永2年（1183年）6月の篠原の戦いでは、大将を勤めた平維盛や上総判官藤原忠経（忠清の子）と内輪もめとなって壊滅的な敗北を喫した。『平家物語』では、この時に嫡男の飛騨太郎景高 （治承3年11月従五位下・左衛門少尉・検非違使）が討ち死にした事から、景家が嘆き死にしたとするが、延慶本『平家物語』では出家遁世したとし、その後水島の戦いに出陣している記述や、九条兼実の日記『玉葉』では山本義経に討ち取られて、瀬田の唐橋に晒し首とされるなど、諸説があり正確なその後は不明である。